# Panamerikanische Spiele 2015/Leichtathletik – Kugelstoßen der Frauen
Das Kugelstoßen der Frauen bei den Panamerikanischen Spielen 2015 fand am 22. Juli im CIBC Pan Am und Parapan Am Athletics Stadium in Toronto statt.
Elf Kugelstoßerinnen aus acht Ländern nahmen an dem Wettbewerb teil. Die Goldmedaille gewann Cleopatra Borel mit 18,67 m, was auch ein neuer Rekord der Panamerikanischen Spiele war. Silber ging an Jillian Camarena-Williams mit 18,65 m und die Bronzemedaille gewann Natalia Duco mit 18,01 m.

## Rekorde
Vor dem Wettbewerb galten folgende Rekorde:
| Weltrekord        | Natalja Lissowskaja | 22,63 m | Moskau, Sowjetunion                           | 7. Juni 1987    |
| Rekord der Spiele | María Elena Sarría  | 19,34 m | Panamerikanische Spiele in Caracas, Venezuela | 28. August 1983 |

## Ergebnis
22. Juli 2015, 18:45 Uhr
| Platz | Athletin                  | Land                | 1. Versuch | 2. Versuch | 3. Versuch | 4. Versuch                                  | 5. Versuch                                  | 6. Versuch                                  | Weite (m) |
| ----- | ------------------------- | ------------------- | ---------- | ---------- | ---------- | ------------------------------------------- | ------------------------------------------- | ------------------------------------------- | --------- |
|       | Cleopatra Borel           | Trinidad und Tobago | 18,39      | 18,67      | 18,56      | 18,24                                       | x                                           | 17,81                                       | 18,67     |
|       | Jillian Camarena-Williams | Vereinigte Staaten  | 17,90      | 18,57      | x          | 17,93                                       | 18,27                                       | 18,65                                       | 18,65     |
|       | Natalia Duco              | Chile               | 17,32      | 17,84      | x          | 17,70                                       | 17,41                                       | 18,01                                       | 18,01 SB  |
| 4     | Yaniuvis López            | Kuba                | 17,06      | 17,78      | 17,17      | 17,45                                       | 17,67                                       | x                                           | 17,78 SB  |
| 5     | Danniel Thomas            | Jamaika             | x          | 17,30      | 17,76      | 17,64                                       | 17,56                                       | x                                           | 17,76 PB  |
| 6     | Jeneva Stevens            | Vereinigte Staaten  | 16,97      | x          | 17,34      | 16,88                                       | 16,77                                       | 17,63                                       | 17,63     |
| 7     | Saily Viart               | Kuba                | 17,50      | x          | x          | x                                           | 16,52                                       | x                                           | 17,50 PB  |
| 8     | Ahymará Espinoza          | Venezuela           | 17,29      | x          | x          | 16,79                                       | 17,09                                       | x                                           | 17,29     |
| 9     | Geisa Arcanjo             | Brasilien           | 17,18      | x          | 17,17      | nicht im Finale der besten acht Werferinnen | nicht im Finale der besten acht Werferinnen | nicht im Finale der besten acht Werferinnen | 17,18     |
| 10    | Taryn Suttie              | Kanada              | 16,47      | x          | 16,80      | nicht im Finale der besten acht Werferinnen | nicht im Finale der besten acht Werferinnen | nicht im Finale der besten acht Werferinnen | 16,80     |
| 11    | Julie Labonté             | Kanada              | x          | 15,76      | 15,94      | nicht im Finale der besten acht Werferinnen | nicht im Finale der besten acht Werferinnen | nicht im Finale der besten acht Werferinnen | 15,94     |